# アボンデールカレッジ
アボンデールカレッジは、 ニュージーランド の オークランド アボンデールにある州立学校である。 Year9〜Year13（12〜18歳）の5学年の生徒が在籍する。 

## 概観
2000名を超える大きな学校である。校長Lyndy Watkinson率いる総勢約180名の教員が在籍している。
NCEA(全国統一試験) や CIE に対応した評価、試験を行っている。CIEについては2009年より導入を始めた。
制服は黒色と白色で、デザインは学年と性別で異なる。日本の 大東文化大学第一高等学校 と姉妹校の関係にある。
同校の特色として、生徒数の多さとともに挙げられるのが芸術やスポーツの盛んさである。理由としては各種施設の充実が考えられる。

## 沿革
同校の前身は、 1943年 に設置された アメリカ海軍 の病院である。当時アメリカは第二次世界大戦の南太平洋への戦線拡大に備えており、負傷兵士の収容を目的としていくつかの病院を建設した。同校の前身はその一つである。病院は広大で、現在の学校の敷地に加えて隣接するRosebank Parkやその他土地も擁していた。
しかし戦争は想定ほどの規模にはならず、病院は負傷兵士のために使われていなかった。そこでひとりの学校委員が指揮をとるように任命され、かねてより存在していた病院を学校として利用する計画が実現、Avondale Technical High Schoolとして1945年2月6日に開校した。また、病棟や体育館、ホールなど建物の多くが仮設であったため、建て替えが行われた。この際、まだ戦時中だったこともあり資材の調達には遅れが出た。
1948年に学校名が現在のAvondale Collegeに変更された。
1990年に火災が発生し、建物の大半が焼失した。しかしこれにより施設の建て替えが加速した側面を持つ。

## 在籍数
2014年10月の教育統計部による調査によれば、同校には2484人の生徒が在籍している。
生徒のうち52％が男性、48％が女性である。
多文化性が高く、少なくとも11の民族出身者が在籍している。生徒のうち21％がパケハ（ニュージーランドヨーロッパ）、15％がサモア、12％がマオリ、11％がインド、7％が中国、5％が東南アジア、アフリカとトンガがそれぞれ4％、クック諸島系マオリとニウエがそれぞれ3％、フィジーと中近東がそれぞれ2％、そして残りの11％はその他である。
留学生の受け入れにも積極的であり、同調査の中でも生徒のうち140人が国際留学生である。

## 教科
「英語と数学の2教科が必修で、それらを除く3教科を自由に選択できる」という場合が多い。以下、Avondale College内で配布されたパンフレット「ACADEMIC PROGRAMME」の2021年版に記載されたYear12で選択できる教科を示す。(アルファベット順。AS、Core、IGCSEの選択肢があるものはそれぞれ「ASも」「Coreも」「IGCSEも」の形で示した。)
- Accounting (ASも)
- Automotive Engineering
- Biology (ASも)
- Business Studies (ASも)
- Carpentry
- Chemistry (ASも)
- Classical Studies
- Dance
- Design and Visual Communication
- Drama
- Early Childhood Education
- Economics
- Employment Skills
- English (ASも)
- ESOL (English for Speakers of Other Languagesの略)
- Food Technology
- French (ASも)
- Geography (AS、Coreも)
- History (ASも)
- Horticultural Science
- Hospitality and Catering
- Innovation Programme (ASも)
- Japanese (IGCSEも)
- Law (ASのみ)
- Maori
- Mathematics (ASも)
- Mathematics & Statistics (Coreも)
- Mathematics (Financial)
- Mathematical Engineering
- Media Studies
- Music (ASも)
- Music Technology
- Outdoor Education
- Physical Education (Sports Advantage)
- Physical Education
- Physics (ASも)
- Product Development
- Psychology (ASも)
- Samoan
- Sports Leadership
- Science
- Spanish (ASも)
- Travel and Tourism
- Visual Art Painting
- Visual Art Design
- Visual Art Photography

## 施設
開放的・近代的な建物が印象的である。

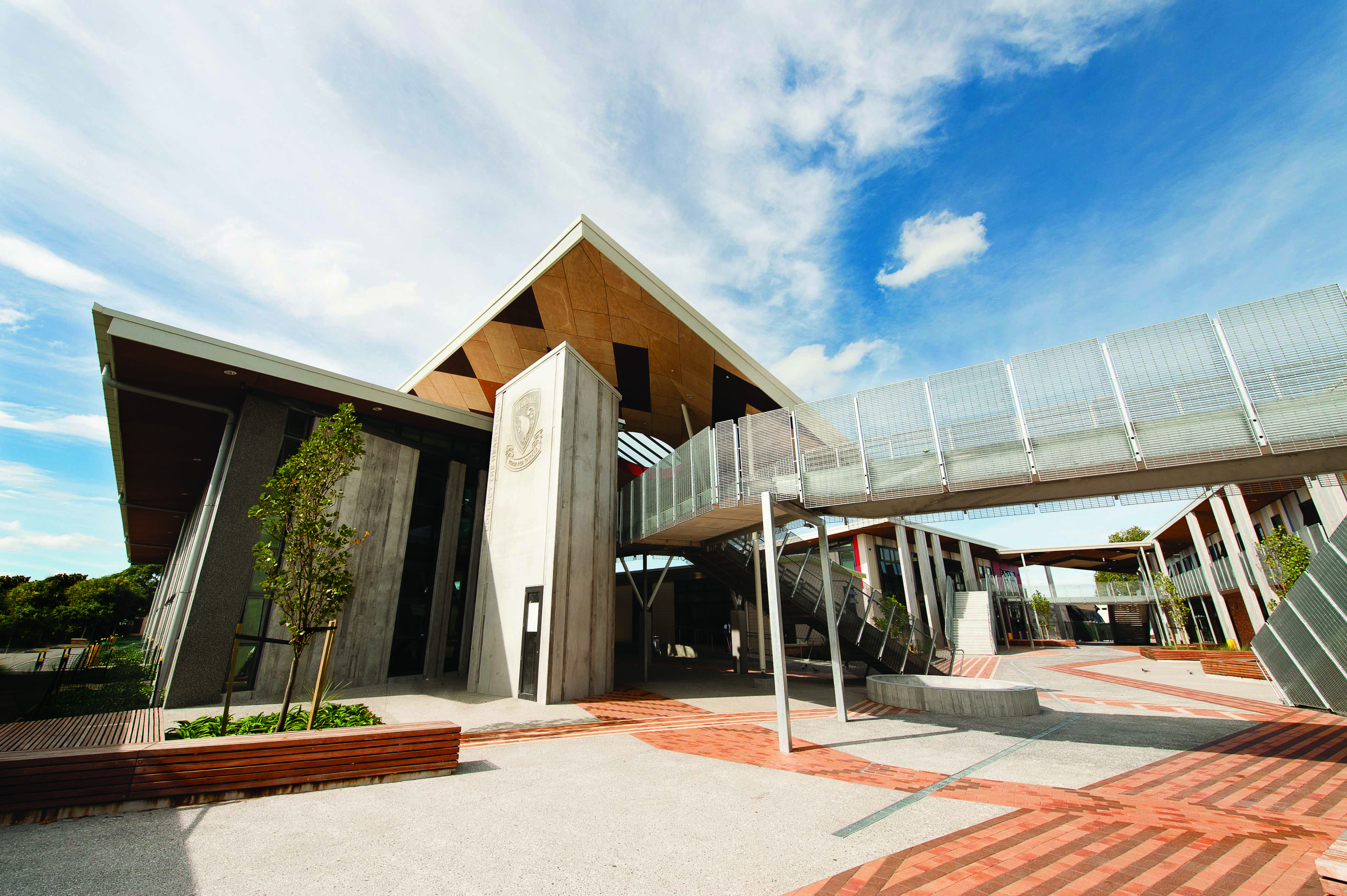
近代的な校舎。大屋根の下なら雨の日も濡れずに過ごせる。

校舎はA〜F棟、そして職員ゾーンからなり、教科によって使う棟が異なる。各棟は独立しているが、それぞれ雨に濡れずに行き来することができる。
一足制で、土足が禁止のエリアは基本的にない。
教室
エアコンが設置されている教室はほとんど無く、天井にファンが設置されているのみである。しかし気温が日本のように異常に上昇することは少なく、また風通しも良いため実際は夏季でも快適に過ごせる。
全教室にプロジェクタが設置され、またWi-Fi環境が整っている。
トイレ
E棟以外の全棟にあるため、全体的に見れば近い距離ごとに設置されていると言えるが、個々のトイレは小規模のため待つことは多い。それでも、トイレ渋滞は見たことがない。
アトリウム
正面ホールのような位置づけ。カレッジショップはアトリウム内にある。
カレッジショップ
売店。制服や文房具を販売する。支払いの際クレジットカードをはじめキャッシュレス決済が利用可能。
キャンティーン
購買。軽食を販売する。Period2とPeriod3の間のインターバル、そしてPeriod3とPeriod4のランチタイムに営業する。こちらも キャッシュレス決済が利用可能。
サンドイッチやおにぎり、照り焼き丼、カレー(?)、パスタ、ミートパイ、マフィン、シャーベット、飲み物などを販売する。セット商品も展開しているようである。
図書館
生徒が使用できるパソコンやプリンタが設置されている。日本の漫画を多く所蔵しているほか、姉妹校から贈られたと思われる日本の品が展示されている。
体育館
スポーツに活用されるだけでなく、毎週月曜日に行うアッセンブリーを行う場所としても使われる。アッセンブリーは2回に分けて行うので、単純計算で1500人を一度に収容していることになる。体育館は2棟あり、複数の部活動が練習可能である。
シアター
演劇の上演や学年集会などの時に使用する。最大で700人を収容する。
中庭
バスケットボールのコートが2面ある。
校庭
クリケット場が4面、テニスコートが6面、人工芝のグラウンドが1面ある。非常に広い校庭である。
インターナショナルデパートメント
留学生のサポートを行うことに特化した部署。日中は職員が常駐し、学校内外でのトラブルの相談を受け付ける。

## アクセス
- 東京から飛行機で約11時間、その後空港からバスで1時間弱

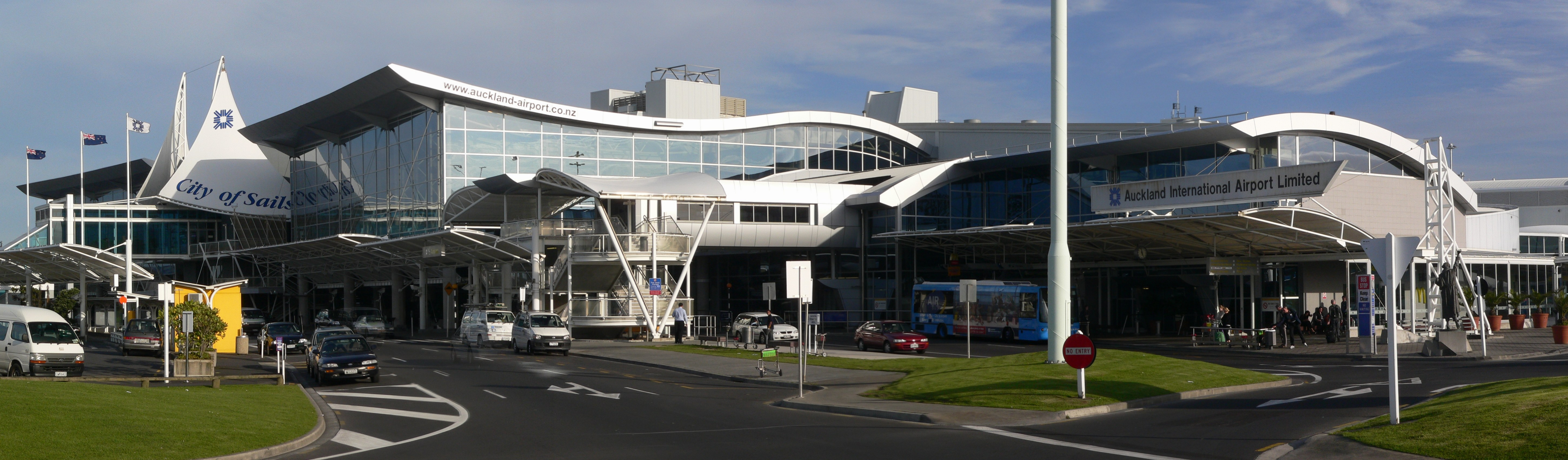
オークランド空港国際ターミナル

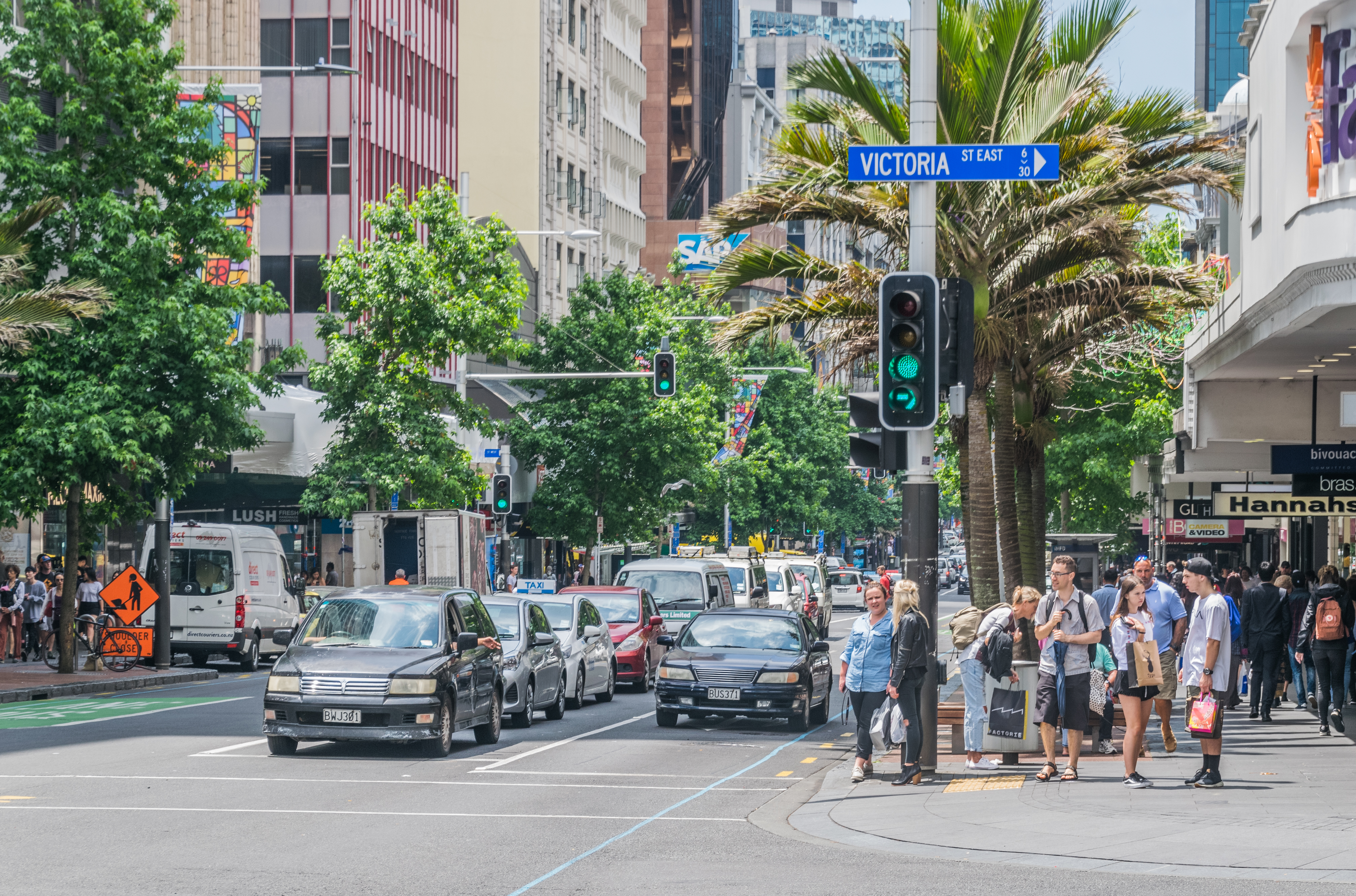
オークランド中心部(Queen Street)

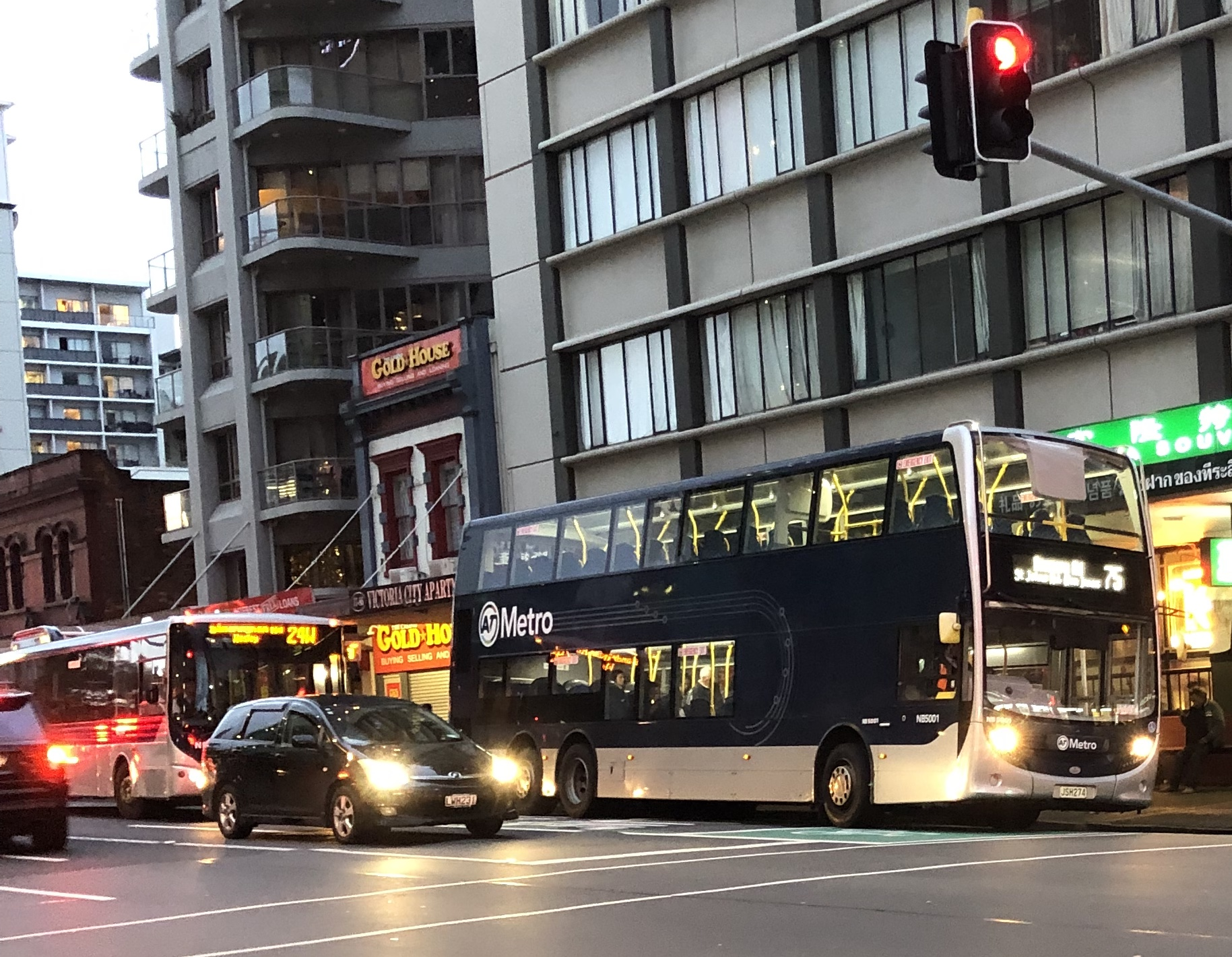
オークランドで走っているバス

- オークランド中心部からバスで約30分

## 近隣

### 交通

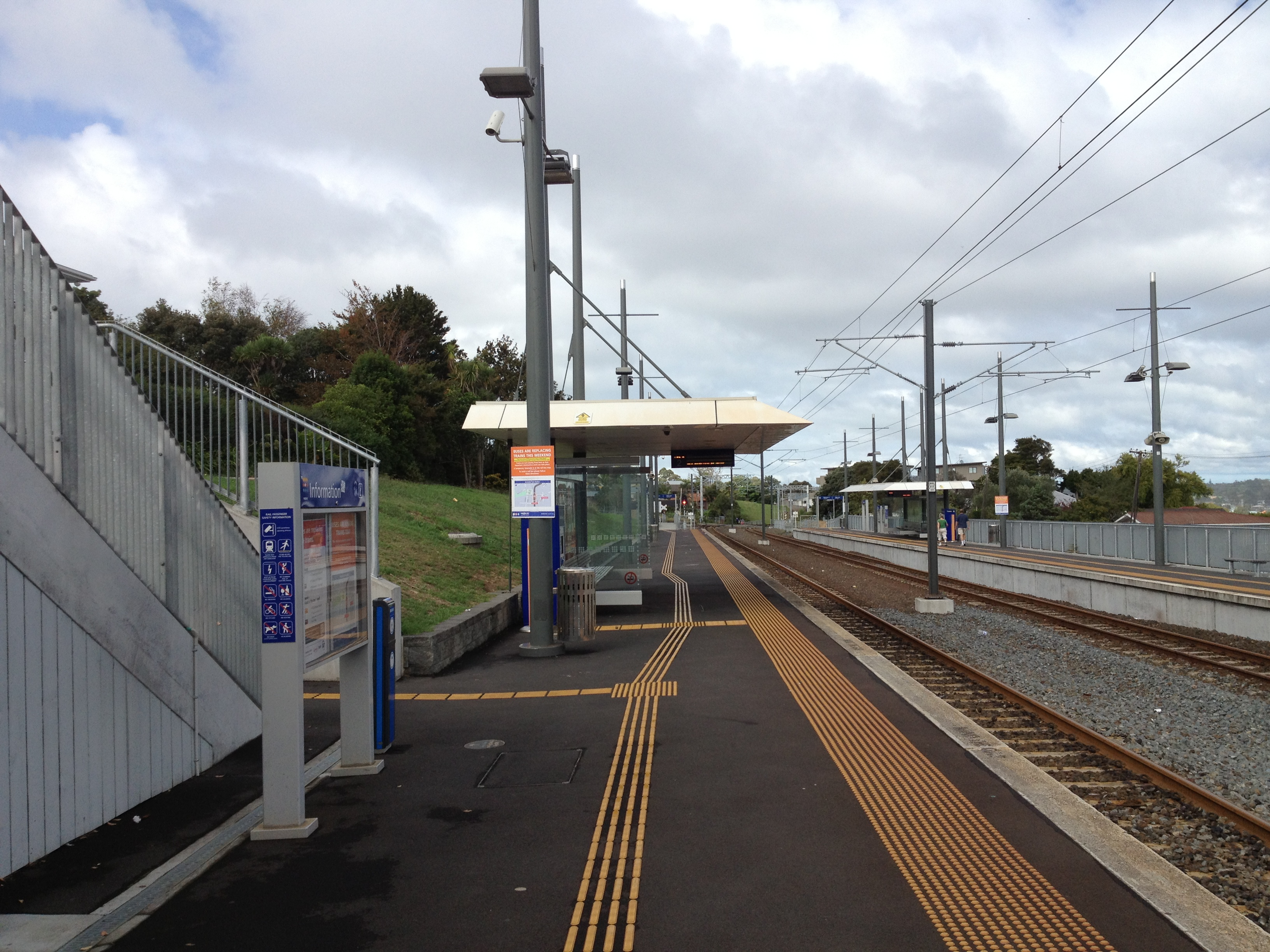
登下校時はこの駅から学校まで行列になってゾロゾロ歩く

- アボンデール駅 徒歩約10分

- 最寄りのバス停 徒歩約2分

### その他
- Avondale Library 徒歩約6分
- Avondale Racecourse 徒歩約7分

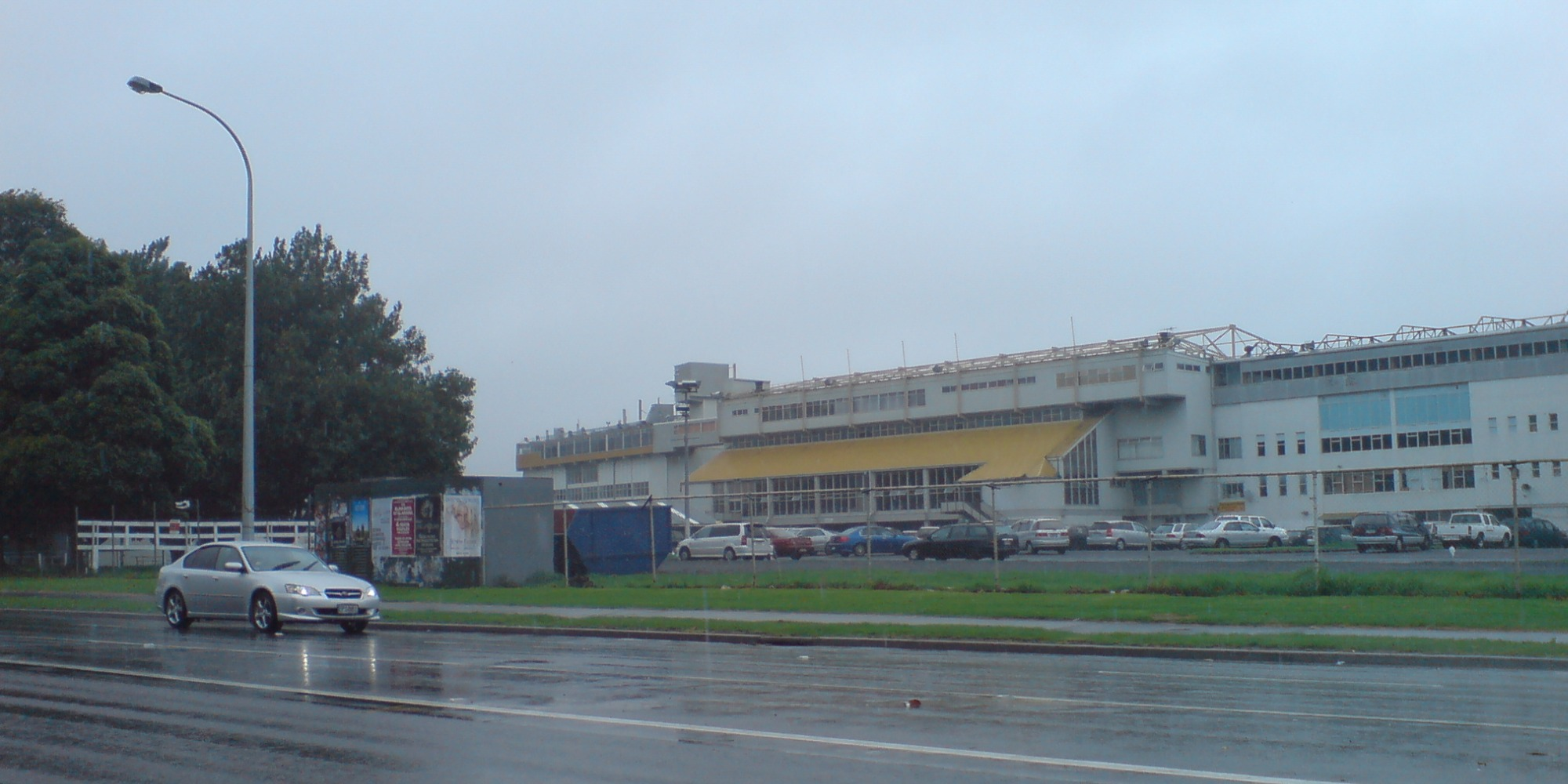
Racetrack。競馬場が無くなり宅地開発が行われるとの噂もある